# Escravidão em África

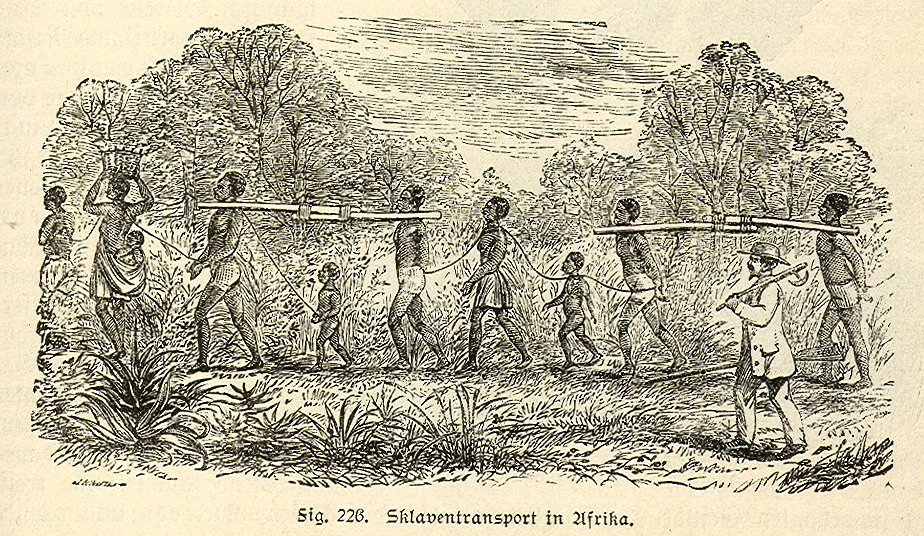
Transporte de escravos na África. Gravura de 1890

O estudo do processo de escravização dos povos africanos é essencial para que se compreenda a história atual de desigualdade no planeta. Revela uma longa história de exploração e subjugação de populações fragilizadas por outras, mais equipadas, embora por vezes num grau de civilização inferior. Demonstra também que a desestruturação econômica e cultural tem efeitos desastrosos de longa duração.
Do ponto de vista econômico, a escravidão foi uma forma eficiente de acumulação primitiva.  Parte do atual contexto socioeconômico da África de miséria e exclusão é consequência de fatos passados. Muitos analistas comparavam a escravidão africana em menor escala associada a servidão linhageira com as economias orientais.  A escravatura na África contemporânea ainda é praticada, apesar de ilegal. 

## Escravidão na África: uma antiga forma de exploração
A escravidão esteve presente no continente africano muito antes do início do comércio de escravos com os europeus na costa atlântica.
Desde por volta de 700, prisioneiros capturados nas guerras  que expandiram o Islã da Arábia pelo norte da África e através da região do Golfo Pérsico eram vendidos e usados como escravos. Durante os três impérios medievais do norte da África (séculos X a XV), o comércio de escravos foi largamente praticado.
O histoiriador canadiano Paul Lovejoy apresenta o conceito de modo de produção escravista (de E. Terray ) como fundamental para uma compreensão mais completa do funcionamento político, econômico e social da África - e também das colônias nas Américas. Segundo sua definição, o modo de produção baseado na escravidão é aquele em que predominam a mão de obra escrava em setores essenciais da economia; a condição de escravo no mais baixo nível da hierarquia social; e a consolidação de uma infraestrutura política e comercial que garanta a manutenção desse tipo de exploração.

## Formas de escravidão
"Desde os tempos mais antigos, alguns homens escravizaram outros homens, que não eram vistos como seus semelhantes, mas sim como inimigos e inferiores. A maior fonte de escravos sempre foram as guerras, com os prisioneiros sendo postos a trabalhar ou sendo vendidos pelos vencedores. Mas um homem podia perder seus direitos de membro da sociedade por outros motivos, como a condenação por transgressão e crimes cometidos, impossibilidade de pagar dívidas, ou mesmo de sobreviver independentemente por falta de recursos. [...] A escravidão existiu em muitas sociedades africanas bem antes de os europeus começarem a traficar escravos pelo oceano Atlântico."

SOUZA, 2006, p. 47 apud MOCELLIN; CARMARGO, 2010, p. 174.(Referência insuficiente)
Múltiplas formas de escravidão e servidão involuntária existiram na história africana e foram formadas pelas práticas nativas de escravidão assim como a instituição de escravidão romana  (e depois a visão cristã sobre a escravidão), a visão islâmica da escravidão por meio do Tráfico de Escravos Islâmico e por último o tráfico de escravos do Atlântico para as Américas. A escravidão foi parte da estrutura econômica por muitos séculos, ainda que a extensão variasse.  Ibne Batuta, que visitou o antigo Império do Mali em meados do século XIV, descreve que os habitantes locais viam uns aos outros de acordo com o número de escravos e servos que tinham, e ele mesmo ganhou um garoto escravo como um "presente de hospitalidade."
Na África subsariana, as relações de escravos eram muitas vezes complexas, com diferentes níveis de direitos e liberdades dadas aos indivíduos mantidos em escravidão e restrições a venda e tratamento pelos seus mestres escravagistas. Muitas comunidades tinham hierarquias entre diferentes tipos de escravos: por exemplo, diferenciando entre aqueles que nasceram na escravidão e aqueles que foram capturados e guerra. Diferentemente do que se pensava, a escravidão na África não era realizada somente com cunho doméstico. As relações entre escravagistas e escravos, tanto nas Américas como na África, sempre se basearam em punições disciplinares, castigos e violência. Os capturados eram retirados de suas terras, separados de suas famílias, obrigados a aprenderem outros idiomas e costumes além de terem sido humilhados e torturados, o escravo se encontra em posição de subordinação e nunca tratado em igualdade, questionando a visão de que seriam formas mais brandas com todas as formas de escravidão sendo violentas e desumanizadoras. Segundo a historiadora Marina de Melo e Souza, a escravidão africana é cruel e desumanizadora.
As formas de escravidão na África eram fortemente relacionadas com as estruturas de parentesco. Em muitas comunidades africanas, onde a terra não poderia ser mantida como propriedade privada, a escravidão de indivíduos era usada como forma para aumentar a influência de uma pessoa tinha e expandir suas conexões. Isso fez com que os escravos se tornassem parte da linhagem de um mestre e os filhos dos escravos se tornavam bem conectados com os laços de família maiores em diversos casos.   Crianças de escravos nascidos nas famílias poderiam ser integrados ao grupo de parentesco do mestre e subir para posições proeminentes na sociedade, até ao nível de chefe em algumas instâncias. No entanto, o estigma frequentemente continuava aderido e poderia haver separações estritas entre membros escravos de um grupo de parentesco e aqueles relacionados com o mestre.
Durante o tráfico transaariano de escravos, os escravos da África Ocidental eram transportados através do deserto do Sara até ao Norte de África para serem vendidos às civilizações do Mediterrâneo e do Médio Oriente. Os eunucos eram necessários para a guarda dos haréns, como criados, como funcionários do palácio e também como guardiães de mesquitas, túmulos e outros locais sagrados. As mulheres escravas eram  principalmente concubinas ou simples servas. Um proprietário de escravos  tinha direito legal  ao usufruto sexual das suas escravas. Embora as mulheres livres pudessem possuir escravos do sexo masculino, não lhes era admitido,  obviamente, direito equivalente.
Na Carta de Curucã Fuga, (1235) a constituição do Império do Mali, reconstruída a partir da tradição oral,  veementemente proíbe maus-tratos ao escravo em seu artigo 20. Muitos dos povos africanos adotaram o Islã que, por sua vez, prescreve aos religiosos tratar os escravos “generosamente” (Alcorão, Sura An-Nissa,  36) e considera, embora não  ordene,  a alforria como um gesto merecedor e uma obra de beneficência  ( Alcorão, Sura Al-Baqarah, 177). Vários escravos, em especial os escravos militares,  puderam, assim, alcançar posições de poder e influência; outros, a maioria,  viviam e morriam em condiçoes terríveis  nas minas, drenagem de pântanos e outros trabalhos esgotantes; nas minas de sal do Saara nenhum escravo teria uma esperança de vida de mais de cinco anos.  No Egito temos o exemplo de Abul Misque Cafur, originalmente um escravo negro de origem etíope que se tornou regente do Egito. Em Marrocos, destaca-se o político ibne Marjã (d. 1728), um eunuco negro encarregado da tesouraria, bem como dos servos negros no palácio durante a vida do Mulei Ismail. No Império do Mali, Mansa Sacura (r. 1285–1300), escravo de nascimento, foi libertado e tornou-se um general do exército de Sundiata Queita posteriormente nomeando-se o sexto imperador do império mande. No entanto, foi a criação do tráfico de escravos muçulmano que ampliou as dimensões do comércio de escravos que antes era de pequena dimensão entre os africanos. 

### Escravos como propriedade
A escravidão em que os escravos são tratados como uma propriedade do mestre é uma forma específica de escravidão. Assim sendo, o dono é livre para vender, comercializar ou tratar o escravo como ele faria como outras propriedades suas e os filhos dos escravos eram mantidos como propriedades dos mestres (a semelhança da escravidão de negros nas Américas). Existem evidências da longa história dessa prática de escravidão com os escravos sendo propriedades no Vale do Rio Nilo, grande parte do Sahel e Norte da África, as evidências sobre a extensão dessa prática no resto do continente (África sub-saariana) vêm principalmente dos relatos escritos de mercadores árabes e europeus sobre a forma que existia antes do contato com eles, com poucos registros escritos antes desses relatos, as novas evidências arqueológicas demonstram que provavelmente era uma forma comum e muito abusiva de escravidão. Relatórios apontam que essa prática continua na África do Norte islâmica em países como o Sudão e Mauritânia (apesar de ambos os países participarem da Convenção sobre a Escravidão da ONU de 1956), um desses casos é o de Francis Bok que foi sequestrado e usado como escravo em 1986 após sua vila no sul do Sudão ter sido atacada, ele foi escravizado por 10 anos no norte do Sudão até fugir. O Sudão nega a existência continuada da escravidão no seu terrritório.

### Serviço doméstico
"Os escravos na África, eu suponho, estão em proporção de três para cada homem livre. Eles não reivindicam recompensa pelos seus serviços exceto comida e roupas, e são tratados com gentileza ou severidade, de acordo com a boa ou má disposição de seus mestres. O costume, no entanto, estabeleceu certas regras com relação ao tratamento de escravos, o que seria desonroso violar. Portanto, os escravos domésticos ou nascidos na própria casa de um homem, são tratados com maior leniência do que aqueles comprados com o dinheiro. ... mas essas restrições no poder do mestre não se estende ao tratamento dos prisioneiros tomados em guerra, nem aos escravos comprados com o dinheiro. Essas pobres criaturas são consideradas estranhas e estrangeiros, que tem nenhum direito a proteção pela lei e podem ser tratadas com severidade, ou vendidas a um estranho, de acordo com o bel prazer de seus donos."

Viagens ao interior da África, Mungo Park, Travels in the Interior of Africa v. II, Chapter XXII – War and Slavery.
Muitas relações de escravos na África giravam em torno da escravidão doméstica, onde escravos trabalhariam primariamente na casa do mestre, mas reter algumas liberdades. Escravos domésticos poderiam ser considerados parte do vínculo doméstico do mestre e não seriam vendidos a outros sem causa extrema. Os escravos nesse sistema poderiam ter lucros do seu trabalho (em forma de terra ou produtos) e podiam casar e passar sua terra para seus filhos em muitos casos. Na África Ocidental, o jonya (do termo mande jon, que significa cativo) era um escravo ligado a uma linhagem. Nas sociedades em que reinou esse sistema, ele pertencia a uma categoria sociopolítica integrada a classe dominante; era então cidadão exclusivo do Estado e pertencia a seu aparelho político. Enquanto sistema e categoria social,o jonya desempenhou um papel considerável e original nos Estados e impérios de Gana, Tacrur, Mali, Canem, Axânti e Iorubá. Os soberanos sudaneses também importavam escravos. Ibne Batuta nos relatou que quando o imperador do Mali sentava no trono em praça pública, atrás dele postavam-se cerca de 30 mercenários mamelucos, comprados para ele no Cairo.
Também havia os worossos que eram escravos "nascidos no meio" descendentes dos jons (escravos capturados ou comprados) sendo que ambas as classes de escravos tinham direito de trabalhar em seu próprio benefício por determinado período. Era possível para eles juntar sua própria propriedade pessoal havendo, inclusive, o termo 'jon ma jon' para definir o escravo pertencente a outro escravo.

### Escravidão por dívida ou penhor
Escravidão por dívidas por penhor usando pessoas como garantia para o pagamento de dívidas. Nessa forma o trabalho escravo é feito pelo devedor ou um parente do devedor (geralmente uma criança). Penhor era uma forma comum de garantia na África Ocidental. Envolvia o penhor de uma pessoa ou membro da família servindo outra pessoa provendo crédito. O penhor era relacionado, no entanto distinto, da escravidão na maioria das conceptualizações pois o arranjo poderia incluir termos específicos ou limitados de serviço que seriam providos, e porque os laços de parentesco protegeriam a pessoa de ser vendida para a escravidão. Antes do contato com europeus o penhor era uma prática comum na África Ocidental praticada por povos como os acãs, jejes, Gas, Iorubás e os Edos(em formas modificadas também existiu entre os efiques, Ibos, os ijós e os Fons).

### Escravidão militar

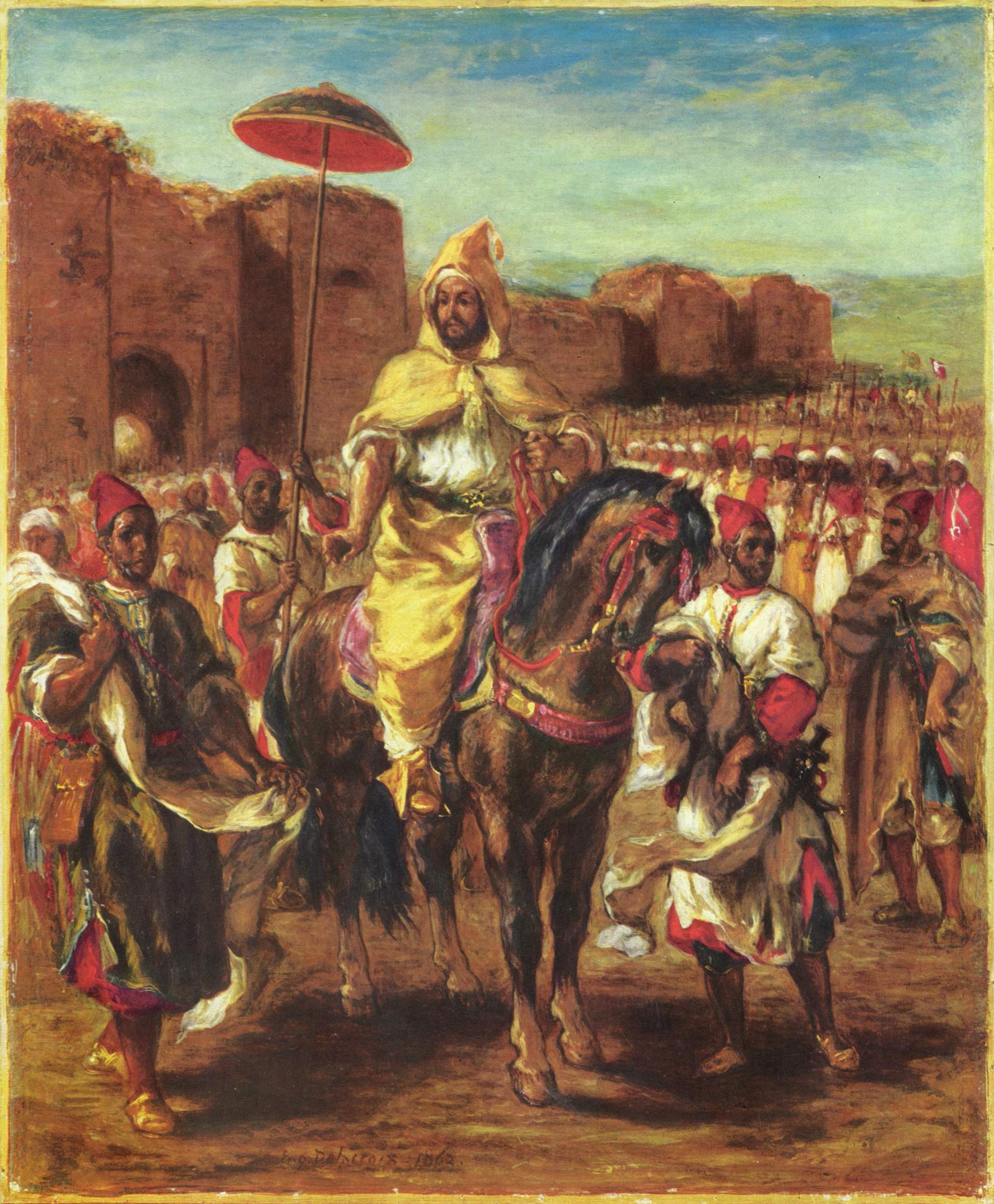
O sultão Mulei Ismail rodeado da sua Guarda Negra (quadro de Eugène Delacroix)

Escravidão militar envolvia a aquisição e treinamentos de unidades militares conscritas que iriam reter a identidade de escravos militares mesmo após o seu serviço. Escravos soldados eram comandados por um patrono, que poderia ser um chefe de governo ou um senhor da guerra independente, e que iria enviar as suas tropas por dinheiro ou seus interesses políticos.
Era uma forma mais significante no Vale do Rio Nilo (primariamente no Sudão e Uganda), com unidades de escravos militares organizadas por várias autoridades islâmicas, e com senhores da guerra da África Ocidental. As unidades militares no Sudão foram formadas no século XIX por invasões e campanhas militares em larga escala nos atuais Sudão e Sudão do Sul.
Além disso, um número considerável de homens nascidos entre 1800 e 1849 em regiões da África ocidental (atual Gana e Burkina Faso) foram sequestrados para servir no exército das Índias Orientais Neerlandesas. Interessantemente, escravos soldados eram em média 3 cm mais altos que a população média da África ocidental. Além disso, mostrou que eles eram mais baixos que europeus do norte e quase da mesma estatura que os europeus do sul. Isso estava relacionado principalmente na qualidade da nutrição e cuidados de saúde.
Segundo as crônicas árabes, os regimentos negros, chamados ‘abid al-shira’ (escravos comprados), tornaram-se um importante elemento dos exércitos fatímidas. Eles conquistaram um papel principal no reinado do califa fatímida Almostancir do Cairo (r. 1036–1094), graças ao indefectível apoio que lhes foi conferido pela mãe do califa, escrava sudanesa de muito caráter. No apogeu de sua potência, eles eram 50 000.[carece de fontes?]
Escravos negros também alcançaram destaque na Índia, tendo sido Maleque Ambar o mais notável deles sendo referido como o guru da guerrilha Marata.

### Escravidão por tributo
De um outro modo,  os escravos eram também obtidos por tributo de regiões vassalas.
Cerca do ano de 652, e após vários anos de guerra, o reino cristão da Núbia concluiu um acordo de paz com o califado  Rashidun.  É conhecido como um dos tratados de paz mais antigos da história, foi respeitado por quase sete séculos e permitiu a coexistência pacífica entre o Egito muçulmano  e a Núbia cristã.
Conforme o tratado, conhecido como Tratado Baqt (o termo baqt significando ele mesmo tratado), a Núbia era forçada a entregar anualmente "trezentos e sessenta cabeças de escravos ao Imã dos muçulmanos. Devem ser escravos de boa qualidade do seu país,sem defeito, tanto masculinos como femininos, nem extremamente velhos nem crianças menores de idade. Os que entregará ao governador de Assuão. "
Os termos exactos do acordo, cuja versão original se perdeu, não  são conhecidos. Existem várias cópias, datadas de vários séculos depois, com algumas diferenças entre elas; conforme algumas versões, a parte muçulmana obrigar-se-ia também a fornecer, em troca dos escravos negros, cereais, tecidos e vinhos, o que suporia um acordo em pé de igualdade.

### Escravos para sacrifício

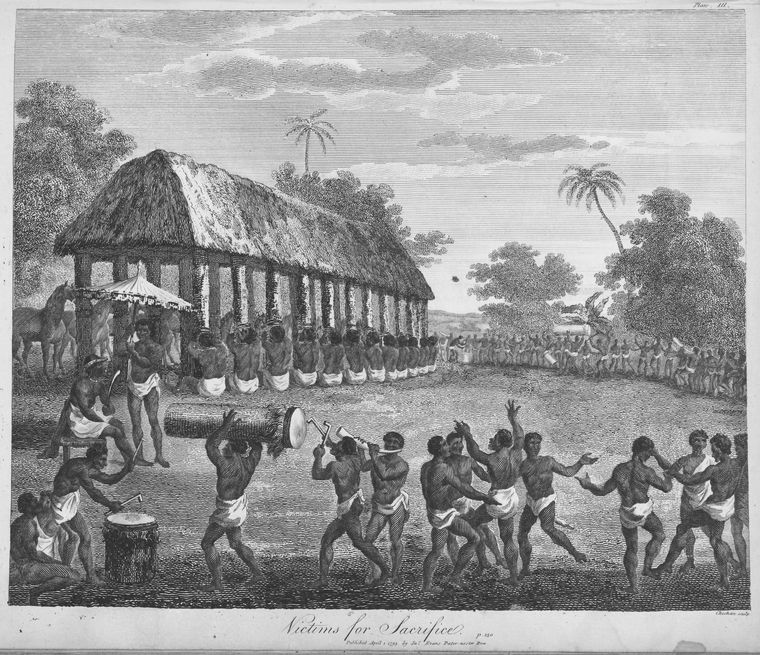
Escravos para sacrifício nos Costumes Anuais de Daomé – do livro A História de Daomé, um reino no interior da África, de Archibald Dalzel, 1793.

Sacrifício humano era comum nos estados da África Ocidental até e durante o século XIX. Embora as evidências arqueológicas não sejam claras sobre o assunto antes dos registros europeus, nas sociedades que praticavam sacrifícios humanos, os escravos eram as vítimas mais proeminentes.  
Os Costumes Anuais de Daomé eram o mais notório exemplo de sacrifício de escravos, onde 500 prisioneiros eram sacrificados. Sacrifícios eram realizados por toda a costa da África Ocidental até o interior. Sacrifícios eram comuns no Reino do Benim, no que hoje é a Gana, e nos pequenos estados independentes do que hoje é o sul da Nigéria. Na região Axante, sacrifícios humanos eram frequentemente combinados com pena capital.

## Tráfico local de escravos
Muitas nações como Estado de Bono, Império Axante no atual Gana e os iorubás da atual Nigéria estavam envolvidos no comércio de escravos. Grupos como os Mbangalas da Angola e o povo Nyamwezi da Tanzânia serviam como intermediários de bandas errantes, travando guerras contra estados africanos para capturar a população e exportar como escravos. Os historiadores John Thornton e Linda Heywood da Universidade de Boston estimaram que dos africanos capturados e vendidos como escravos para as Américas no Tráfico de escravos do Atlântico, cerca de 90% foram escravizados por outros africanos e vendidos aos mercadores europeus. Henry Louis Gates, cátedra da Universidade de Harvard dos estudos africanos e afro-americanos, declarou que "sem as complexas parcerias nos negócios entre as elites africanas com mercadores e agentes comerciais europeus, o tráfico de escravos para o Novo Mundo seria impossível, ao menos não na escala em que ocorreu." O tráfico trouxe também, a deterioração das relações de vizinhança dos povos do litoral com os povos do interior.
O grupo étnico inteiro dos Bubis descende de escravos intertribais de vários grupos étnicos da antiga África central e ocidental que escaparam.

### Escravidão na Etiópia

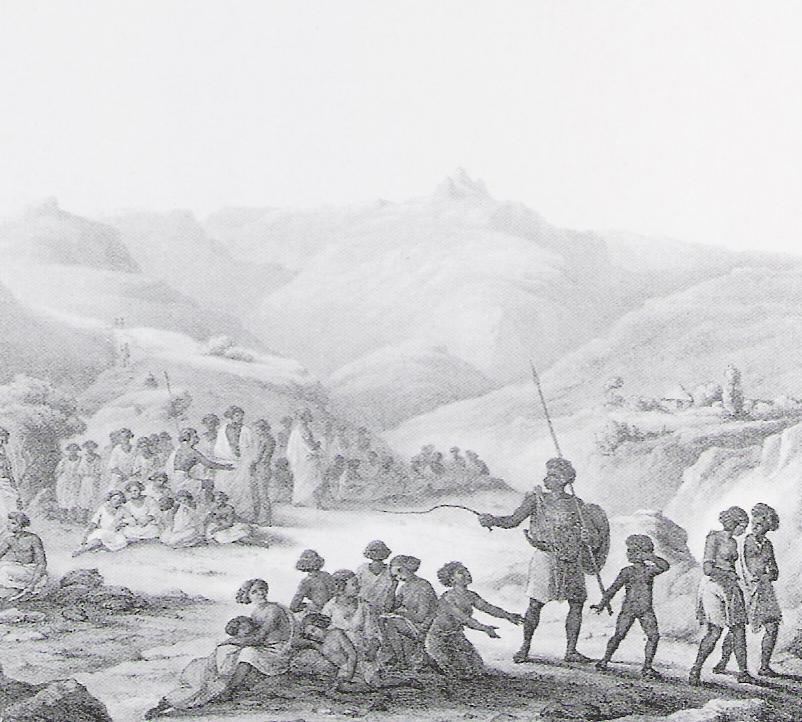
Escravos na Etiópia, século XIX

A escravidão na Etiópia foi um fenômeno integrante da sociedade etíope desde sua formação até o século XX. Os escravos eram tradicionalmente retirados dos grupos nilóticos que habitavam o interior do sul da Etiópia, bem como grupos de língua omótica. do sudoeste.   Prisioneiros de guerra eram outra fonte de escravos, embora o tratamento e deveres desses escravos fosse marcadamente diferente em comparação aos demais. Os escravos também eram vendidos no exterior como parte do tráfico árabe de escravos, servindo como concubinas, guarda-costas, servos e tesoureiros.
A escravidão na Etiópia foi abolida pela primeira vez durante o período de ocupação italiana, com a emissão de duas leis em outubro de 1935 e abril de 1936. O governo italiano aboliu a escravidão como -- além de libertar o povo etíope da escravidão -- justificativa moral e válida para a sua população e a comunidade internacional para a inclusão da Etiópia no seu império colonial. Após o fim da Segunda Guerra Mundial, a recém-restaurada monarquia etíope, em resposta à pressão dos invasores aliados, aboliu oficialmente a escravidão e a servidão involuntária em 26 de agosto de 1942.

### Escravidão no Songai

O Império Songai (cerca de 1500)

O comércio de escravos foi muito importante no Império Songai. Os escravos eram muitas vezes usados como soldados, e foram muito honrados e dignos de confiança. Escravos palacianos eram chamados Arbi. Arbis trabalhavam como músicos, artesãos, ceramistas, e muitos outros trabalhos artísticos. Os escravos também trabalhavam em fazendas para produzir alimentos que apoiavam moradores locais. Em algumas regiões eram empregados nas minas de ouro. Em muitas sociedades africanas, havia muito pouca diferença entre os camponeses livres e os camponeses vassalos feudais. A maioria dos escravos vivia em suas próprias casas en famille. Logo, o mestre era obrigado a prover seu escravo com alguma parcela de terreno cultivável na qual ele poderia trabalhar por conta própria, e lhe era permitido um ou dois dias livres na semana onde ele poderia trabalhar em sua própria fazenda ou em qualquer outra ocupação remunerada, ao invés de trabalhar na fazenda gandu de seu senhor.

## Comércio árabe transaariano e no Oceano Índico na Idade Média

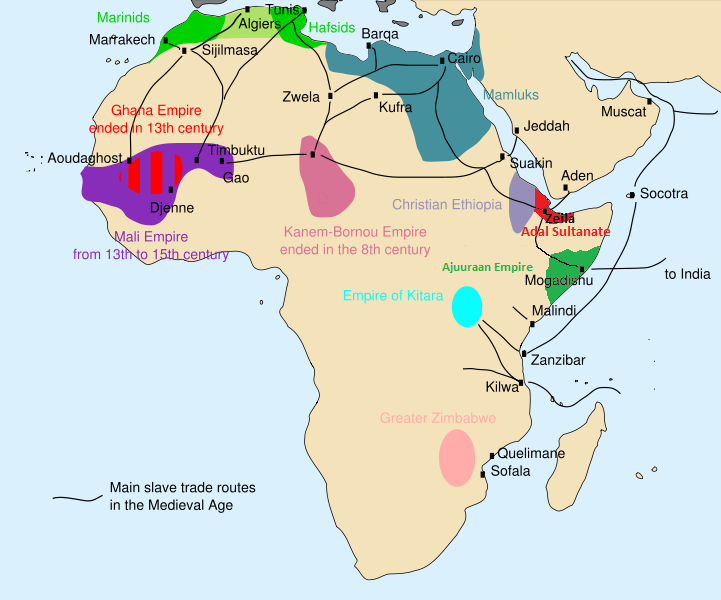
Principais redes de tráfico árabe de escravos em África na Idade Média

O comércio de escravos transaarianos, que já existira  na Antiguidade, continuou durante a Idade Média. 
Após o surgimento do Islão,  foi proibido a um muçulmano escravizar outro muçulmano. A partir daí, os escravos tiveram de ser procurados fora das fronteiras do império -- em África, mas também nos países eslavos, no Cáucaso ou na Península Ibérica -- por captura, compra ou tributo.  Disso resultou um enorme desenvolvimento do comércio de escravos, que se manteve durante mais de uma dezena de séculos.

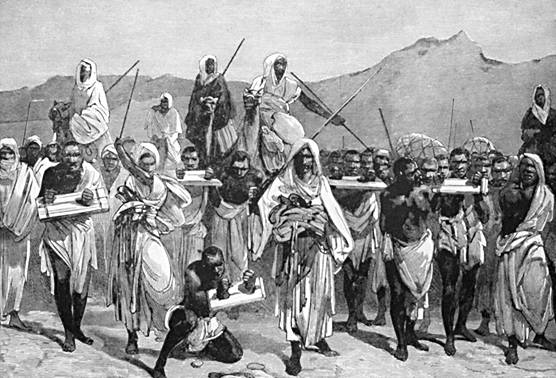
Gravura do século XIX representando uma caravana árabe de comércio de escravos transportando escravos africanos negros através do Sara. O comércio de escravos transaariano desenvolveu-se nos séculos VII e VIII, atingiu o seu auge em meados do século XIX e manteve-se no século XX.

 Este comércio de escravos durou muito mais tempo do que o comércio atlântico de escravos ou europeu: começou em meados do século VII e sobrevive ainda hoje em alguns países como a  Mauritânia e o Sudão. Diz-nos Ronald Segal que "enquanto a proporção de géneros de escravos no comércio atlântico era de dois machos para cada fêmea, no comércio islâmico, eram duas fêmeas para cada macho". Um número muito elevado de escravos era utilizado para fins domésticos, incluindo serviços sexuais. 
As caravanas conduziam os escravos, em grupos que atingiam milhares,  através do deserto do Sahara para os seus destinos, ou pelas outras rotas não principais do Oceano Índico e do Mar Vermelho. Por si só,  a travessia perigosa do Sahara era fatal para um grande número dos escravizados já enfraquecidos.Após a chegada aos destinos, verificava-se uma elevada taxa de mortalidade em todas as classes de escravos, incluindo os comandantes militares. Vindos principalmente de lugares remotos, e  sem imunidade natural,  morriam fácilmente de doenças endémicas ou epidémicas.  
Uma grande parte dos escravos masculinos eram eunucos, empregados na guarda dos haréns, que com as conquistas islâmicas atingiram grandes proporções. O processo de castração, feito em crianças e adolescentes, e que no caso dos negros era habitualmente remoção total,  provocava um elevado número de mortos devido a infeções, por isso os eunucos atingiam elevados preços no mercado. Tidiane N'Diaye, escritor e antropólogo franco-senegalês, considera a castração forçada de milhões de escravos um verdadeiro genocídio, visando a eliminação dos negros, depois de explorados e assassinados.
O número de escravos enviados através do  Saara, do Mar Vermelho e do Oceano Índico é difícil de apurar, mas a escala deste comércio foi também enorme. Estimativas aproximadas da escala do comércio de escravos sugerem que cerca de dezassete milhões e meio de pessoas foram retiradas pela força de África entre 1500 e 1900;  destas mais de 70% foram para as Américas e o resto para as regiões muçulmanas do Norte de África, Médio Oriente e do mundo do Oceano Índico. Estas estimativas não incluem o número de escravos enviados para o mundo muçulmano antes de 1500, que foi considerável, nem depois de 1900.

## Presença europeia na costa atlântica e o comércio de escravos
Muitas tribos rivais faziam prisioneiros em conflitos e vendiam-nos para árabes e europeus. Nas razias, quando as comunidades eram invadidas, as pessoas eram capturados por grupos armados e, depois de serem levadas até entrepostos no litoral africano, eram trocadas com os traficantes por mercadorias. Os navios negreiros saíam do Brasil provisionados com alimentos para a viagem, além dos gêneros utilizados para a troca, como aguardente de cana, armas dos mais variados tipos, gêneros manufaturados e alimentos. 
Em Agosto de 1415, deu-se a captura de Ceuta, um passo importante da expansão portuguesa. Os motivos para a conquista eram vários: o espírito de cruzada religiosa, conforme o tom da época, mas também os fatores económico, estratégico e político.
As primeiras vítimas do comércio de escravos português não foram porém africanos, mas sim os habitantes originais das Canárias, um povo de origem berbere.  Raides para obtenção de escravos já estariam em curso em 1346.
No início da década de 1440, os portugueses já  tinham começado a fazer razias por escravos em solo africano e fazendo trocas por ouro em pó, primeiro no Rio do Ouro, na costa do Sahara Ocidental, depois na ilha de Arguim, ao largo da Mauritânia. Para os portugueses, escravos e  ouro já se tinham tornado a atração fundamental da África Atlântica.  Foi em Arguim que em 1449-1450 foi construída a primeira feitoria portuguesa em terras africanas, que adquiriria grandes quantidades de ouro.
Cedo se tornou evidente que os escravos, em vez de serem caçados,  poderiam ser obtidos muito mais facilmente na própria feitoria ou mais a sul, através do comércio de escravos já existente. O Infante D. Henrique, achando as duas actividades ultimamente incompatíveis, em 1448 proibiu as razias em busca de escravos em qualquer lugar a sul do Cabo Bojador. Até cerca do fim do Século XV, um número  de mil escravos por ano passavam na feitoria de Arguim, cuja maior parte acabava em Lisboa, Algarve ou Madeira.
Em Agosto de 1444,  chegou a Lagos o primeiro grande grupo de duzentos e trinta e cinco escravos africanos, capturados a sul do Cabo Branco. O desembarque foi presenciado pelo próprio Infante D. Henrique, a quem caberia um quinto da mercadoria  humana. Não era, no entanto, a primeira vez que chegavam a Lagos escravos da costa africana, embora nunca em tão grande número. Desde cerca de 1441 que uma ou duas vezes por ano navios partiam em direção ao litoral da Mauritânia, onde por desejo de "honra e proveito"  se faziam raides a aldeias ou caravanas de comércio. Gomes Eanes de Zurara, cronista da corte de D. Afonso V,  deixou-nos na sua Crónica do Descobrimento e Conquista da Guiné o relato comovido  da venda e partilha dos 235 escravos:
«Uns tinham as caras baixas e os rostos lavados em lágrimas, olhando uns para os outros; outros estavam gemendo mui dolorosamente, esguardando a altura dos céus, firmando os olhos em eles, bradando altamente, como se pedissem socorro ao Pai da natureza; outros feriam seu rosto com as palmas das mãos, lançando-se estendidos no meio do chão; outros faziam suas lamentações em maneira de canto,segundo o costume de sua terra, nas quais, posto que as palavras da linguagem não pudessem ser entendidas dos nossos, bem correspondiam ao grau de sua tristeza.
Mas para seu dó ser mais acrescentado, sobrevieram aqueles que tinham cargo de partilha e começaram a apartá-los uns dos outros, a fim de pôr os seus quinhões em igualeza; onde convinha a necessidade de se apartarem os filhos dos pais, e as mulheres dos maridos e os irmãos uns dos outros. A amigos nem a parentes não se guardava nenhuma lei, somente cada um caía onde a sorte o levava! [ . . . ] Quem poderia acabar aquela partição sem mui grande trabalho? Que tanto que os tinham postos em uma parte, os filhos, que viam os pais na outra, alevantavam -se rijamente e iam-se para eles; as mães apertavam os outros filhos nos braços e lançavam-se com eles de bruços, recebendo feridas, com pouca piedade de suas carnes, por lhes não serem tirados!»
Pela Bula Dum Diversas, de 18 de Junho de 1452, o papa Nicolau V autorizou o rei de Portugal D. Afonso V, e seu sucessores, a conquistar e subjugar as terras dos "infiéis", pagãos e outros "inimigos de Cristo" , reduzir as suas pessoas à escravatura perpétua, e "apropriar os seus reinos, ducados, palácios reais, principados e outros domínios, possessões e bens deste tipo a si e ao seu uso e aos seus sucessores, os Reis de Portugal." 
Portugueses muitas vezes se casavam com mulheres nativas e eram aceitos pelas lideranças locais.
Os investimentos na navegação da costa oeste da África foram inicialmente estimulados pela crença de que a principal fonte de lucro seria a exploração de minas de ouro, expectativa que não se realizou. Assim, consta que o comércio de escravos que se estabeleceu no Atlântico entre 1450 e 1900 contabilizou a venda de cerca de 11 313 000 indivíduos.
Em torno do comércio de escravos, estabeleceu-se o comércio de outros produtos, tais como marfim, tecido, tabaco, armas de fogo e peles . Os comerciantes usavam como moeda pequenos objetos de cobre, manilhas e contas de vidro trazidos de Veneza. Mas a principal fonte de riqueza obtida pelos europeus na África pode ter sido mesmo a mão de obra demandada nas colônias americanas e que pareceu-lhes uma boa justificativa para os investimentos em explorações marítimas que, especialmente os portugueses, vinham fazendo desde o século XIV. Dessa forma, embora no século XV os escravos fossem vendidos em Portugal e na Europa de maneira geral, foi com a exploração das colônias americanas que o tráfico atingiu grandes proporções.
O investimento europeu em guerras geradoras de escravos modificou profundamente a África e também as Américas. Cidades atacavam outras cidades, escravizando a população. Paul Lovejoy faz uma descrição pormenorizada de diversos casos de escravidão. Igualmente ele chama a atenção para o caráter de relação de dependência inerente à escravidão, o indivíduo na situação de escravo ficava numa situação em que não tinha autonomia alguma e que dependia do seu senhor para suas necessidades mais fundamentais, como no caso de mulheres que se tornavam concubinas.[carece de fontes?]

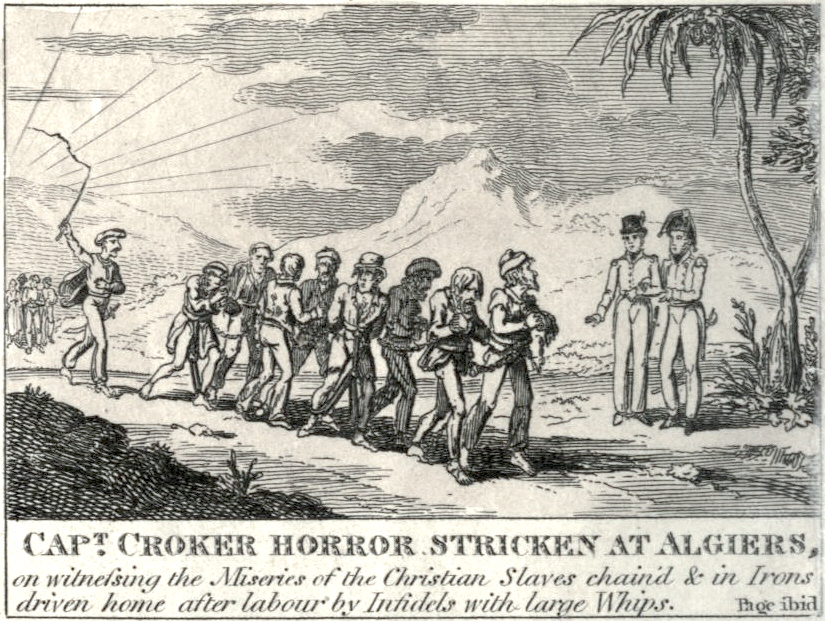
Ilustração de 1815 representando um capitão britânico horrorizado ao ver cristãos escravizados em Argel (ver: Escravidão branca)

A preferência dos traficantes árabes por cativos do sexo feminino foi um fator decisivo para que, no início de seus negócios nessa área, os europeus comprassem muito mais homens do que mulheres. Outro fator importante foi a constatação de que os homens eram mais resistentes às péssimas condições de salubridade a que eram submetidos nas longas viagens de travessia do oceano Atlântico em navios negreiros. As populações de escravos, tanto em África como no mundo árabe ou nas Américas,  tinham poucos meios de se sustentar por meio da reprodução biológica, o que gerava uma constante substituição dos escravos por novas levas e girava a máquina dos negócios dos traficantes. Dessa forma, "o trabalho escravo estava diretamente relacionado à consolidação da infraestrutura comercial que era necessária para a exportação de escravos".[carece de fontes?]

### Resistência aos esclavagistas europeus
É bastante citada a colaboração de africanos no tráfico de escravos europeu, mas habitualmente esquecida a oposição africana ao comércio. A escassez de fontes escritas não facilita o seu estudo.
Depois dos portugueses chegarem à costa da Senegâmbia em 1444 e lançarem  ataques  aos habitantes da costa, o Império do Mali contra-atacou,  com embarcações rápidas e rasas. O Mandekalu - exército do Mali -  infligiu uma série de derrotas aos portugueses devido aos seus arqueiros e ao seu uso de flechas venenosas. As derrotas obrigaram o rei de Portugal a enviar o seu cortesão Diogo Gomes em 1456 para negociar a paz. O esforço foi um sucesso em 1462, e o comércio tornou-se o foco de Portugal ao longo da Senegâmbia.

### Angola
Na colônia de Angola, a exportação de mão de obra escrava pelo porto de Luanda terá sido alvo de competição no século XVII entre portugueses e holandeses.
É depois da disputa entre os colonizadores, cujo vencedor foi o reino de Portugal, que pode ter se originado a captura direta de escravos, nas chamadas Guerras Angolanas, no seio de certas tribos que tinham lutado contra os portugueses. Foi dessa forma que Angola se tornou um centro importante de fornecimento de mão de obra escrava para o Brasil, onde crescia não apenas a produção de cana-de-açúcar no Nordeste, mas também a exploração de ouro na região central.
Navios com mercadorias de Goa faziam escala em Luanda lá deixando panos, as chamadas "fazendas de negros". Dali, seguiam para Salvador, na Bahia, carregados de escravos e de outras mercadorias provenientes da Índia (como louças e tecidos). Foi assim que Salvador se tornou um centro difusor de mercadorias da Índia pela América do Sul.
Os negócios foram se estruturando aos poucos. Num primeiro momento, os governadores da colônia detinham o poder de determinar o preço dos escravos. O pagamento era feito em ouro proveniente de Minas Gerais, no Brasil. Mais tarde, em 1715 a coroa portuguesa proibiu que os governadores se envolvessem com o tráfico. Negociantes provenientes do Brasil (principalmente do Rio de Janeiro, da Bahia e também de Pernambuco) assumiram as rédeas do comércio, que se aqueceu. A principal feira fornecedora de escravos para o porto de Luanda era a feira de Cassanje.
No século XVIII, a cachaça brasileira (geribita) passou a ter papel de destaque nas trocas, sendo valorizado tanto em Angola quanto no Brasil. Figurava, ao lado da seda chinesa e as armas europeias, como uma das principais moedas de troca. Era, na verdade, a moeda mais corrente, já que o comércio de armas era controlado e a seda chinesa a só chegava à África depois de passar por Lisboa, o que elevava seu preço e reduzia sua liquidez. Outro produto brasileiro valorizado na África era o fumo de corda de Salvador.

### A crise em Portugal
Em 1755, Portugal foi abalado por um terremoto e começou a perder o controle do tráfico. Na tentativa de reverter a situação, em 1761 foram editadas leis que obrigavam os navios a fazer escala em Lisboa ou em uma alfândega em Luanda. Mas, até 1769, apenas quatro navios haviam seguido as novas leis. O que levou à construção de presídios para abrigar os desobedientes.
No continente africano, a submissão das populações também já não era tão simples como no passado. Povos do interior começaram a organizar ataques com armas obtidas no comércio realizado no litoral do Atlântico. Tentou-se inclusive, embora sem sucesso, constituir uma cavalaria em Angola.
Em Fevereiro de 1761, no reinado de D.José I, foi proibida a importação  de escravos em Portugal Continental e na Índia, não por razões humanitárias,  mas por serem mão de obra necessária no Brasil. . Ao mesmo tempo foi estimulado  o comércio de escravos negros ("as peças", nos termos daquele tempo) para aquela colónia, tendo sido fundadas, com o apoio e envolvimento direto do Marquês de  Pombal, duas companhias - a Companhia do Grão-Pará e Maranhão e a Companhia Geral de Pernambuco e Paraíba - cuja  atividade principal era precisamente o tráfico de escravos, na maioria africanos, para terras brasileiras. Na lista de acionistas das duas companhias contavam-se , além do Marquês, muitos nobres e clérigos. Entre 1757 e 1777, foram importados um total de 25 365 escravos negros para o Pará e Maranhão, vindos dos portos oeste-africanos.

### Os reflexos nas sociedades
As medidas protecionistas adotadas por Portugal afastaram os negociantes brasileiros para outros portos menos controlados, e a exclusão do intermédio português no tráfico então foi conquistada. Tendo os comandantes da marinha portuguesa, que apreendem os navios negreiros, sido premiados pelo Reino de Portugal. Em 1840, cessa o tráfico através de Luanda, e brasileiros tocam as últimas décadas de comércio escravo.
A escravização de populações africanas começou a perder fôlego quando, no início do XIX, ingleses e franceses abandonam o tráfico e começam a pressão para sua extinção.
Até quando os ingleses passaram a afundar os navios negreiros que cruzavam o Atlântico, as fazendas que produziam café no sudeste do Brasil ainda usavam mão de obra escrava proveniente da África ou descendente de escravos africanos.

## Omissão e falsificação da História
Os factos referentes à escravidão, a "instituição embaraçosa",  têm sido, ao longo dos tempos, minimizados, omitidos ou mesmo negados por várias civilizações.  Alguns europeus culpam as influências islâmicas pela persistência da escravatura no mundo cristão medieval; por seu turno, escritores muçulmanos sentem-se constrangidos por o Islão ter aceite a escravidão por tanto tempo, sem que qualquer movimento de massas surgisse a defender a abolição. 
A defesa de crenças religiosas, manobras políticas, interesses financeiros,  egoísmo, um mecanismo de defesa contra ideias ou factos incómodos a vontade de não reacender velhos conflitos, que poderiam provocar o caos, o  orgulho, o nacionalismo, todos desempenham  um papel nesse negacionismo e omissão; as ditaduras também não costumam permitir análises históricas isentas. Durante a ditadura salazarista, a escravatura não era tema; mesmo após o 25 de Abril de 1974, é abordada por alto nos manuais escolares.
Em Agosto de 2018, no Qatar,  a Al Jazeera amputou a série documental Rotas da Escravatura, um série europeia conjunta do canal francês Arte, RTP e LX Filmes. Todo o primeiro episódio, que versava sobre "o processo que levou o Império Muçulmano a tecer de forma duradoura uma imensa rede de tráfico de escravos pela África, Médio Oriente e Ásia" foi eliminado. Em troca, a rede de televisão afirmou que a escravatura em África foi uma prática fundada pelos portugueses.